# Legendele Dunei
Legendele Dunei este o trilogie scrisă de Brian Herbert (fiul cel mare al lui Frank Herbert) și Kevin J. Anderson, după notițele rămase de la Frank Herbert, autorul seriei Dune.
1. 2002 – Dune: Jihadul butlerian
2. 2003 – Dune: Cruciada mașinilor
3. 2004 – Dune: Bătălia Corrinului

Acțiunea trilogiei are loc cu aproximativ 10.000 de ani înaintea evenimentelor descrise în romanul Dune. Trilogia prezintă începuturile și desfășurarea unui război de amploare împotriva Mașinilor Gânditoare. De asemenea, sunt prezentate originile Caselor (Familiilor) și a organizațiilor care sunt bine cunoscute din seria inițială Dune. Seria originală Dune conține referințe clare la Legendele Dunei, întrucât această trilogie fusese previzionată de Frank Herbert.

## Fundalul acțiunii
Acțiunea din toate cele trei romane ale trilogiei Legendele Dunei este formată în jurul a trei alianțe inter-planetare, Liga Nobililor (umană), Lumile Sincronizate (lumea inteligenței artificiale, condusă de Omnius, având sclavi umani) și Planetele Nealiate.

## Liga Nobililor
Liga nobililor este sistemul de guvernământ pe care se bazează toate majoritatea planetelor oamenilor rămași liberi, (predecesoare Imperiului), practic un sistem de aut-apărare și suport reciproc. Planetele care sunt protejate de Liga Nobililor:
| - Alpha Corvus - Bela Tegeuse - Corrin - Earth - Ix |  | - Parmentier - Quadra - Richese - Ularda - Walgis |  | - Wallach IX - Wallach VII - Wallach VI - Yondair |

## Lumile Sincronizate
Planetele aflate sub controlul Mașinii sunt cunoscute ca și Lumile Sicronizate. Fiecare din Planete este condusă de o copie a Mașinii, autonumită Omnius. Aceste copii fac actualizarea datelor pentru a nu exista nici o discrepanță între copii. Odinioară aceste planete au aparținut omenirii. Titanii (un grup de oameni) preiau conducerea acestor planete cu ajutorul roboților. Pentru a avea un control mai bun cei 20 de Titani alocă din ce în ce mai mult control Mașinii, care întru-un moment de neatenție a Titanilor devine conștientă și preia conducerea . Pentru a recâștiga controlul, și a câștiga timp, aceștia renunță la trupuri, pentru ași putea prelungi viața în noile forme numite cymek (ciber-mecanism). Oamenii acestor planete sunt distruși sau subordonați ca și sclavi ai Mașinii.
| - Alpha Corvus - Bela Tegeuse - Corrin - \|Earth - Ix |  | - Parmentier - Quadra - Richese - Ularda - Walgis |  | - Wallach IX - Wallach VII - Wallach VI - Yondair |

## Planetele Nealiniate
Practic sunt acele planete, mici ca și economie și populație care nu reprezintă un avantaj material sau uman atât pentru Ligă cât și pentru Lumea Sincronizată. Majoritatea sunt populate de Zensuniți sau Zenbudiști, care au o religei extrem-pacifistă. De aici prin intermediul vânzătorilor de sclavi de pe Tlulax, planete ale Ligii care aceptă sclavagismul își formează reîmprospătează populațiile de sclavi. Cu toate că cercetătorii de pe Tlulax încearcă crearea de organe sau clonarea, majoritatea organelor oferite pentru transplant de cătrer ei sunt grefate din captivii capturați de pe aceste planete.
| - IV Anbus - Arrakis - Buzzell |  | - Caladan - Ecaz - \|Harmonthep |  | - Souci - Tlulax - Yardin |